# Индепенденс (Ајова)
Индепенденс (енгл. Independence) град је у америчкој савезној држави Ајова. По попису становништва из 2010. у њему је живело 5.966 становника.

## Демографија
Према попису становништва из 2010. у граду је живело 5.966 становника, што је 48 (0.8%) становника мање него 2000. године.
| Група             | 2000.         | 2010.         |
| Белци             | 5.873 (97,7%) | 5.780 (96,9%) |
| Афроамериканци    | 17 (0,3%)     | 18 (0,3%)     |
| Азијати           | 46 (0,8%)     | 44 (0,7%)     |
| Хиспаноамериканци | 30 (0,5%)     | 71 (1,2%)     |
| Укупно            | 6.014         | 5.966         |